# Natalia Labudda
Natalia Labudda (ur. 21 kwietnia 1990) – polska lekkoatletka, sprinterka i płotkarka.

## Kariera sportowa
Srebrna medalistka mistrzostw Polski w sztafecie 4 x 400 metrów (2011). Medalistka mistrzostw kraju w kategoriach juniorów oraz młodzieżowców.